# Викиверситет
Викиверсите́т (англ. Wikiversity) — проект фонда «Викимедиа», позиционирующий себя как новая форма интерактивного образования и ведения открытых научных проектов. Викиверситет направлен на содействие открытию и распространению знаний самым естественным путём: помогая людям учиться и делиться образовательными материалами. Англоязычный раздел открылся первым 15 августа 2006 года.
В Викиверситете можно найти информацию, задать вопрос или узнать об интересующем предмете что-то новое. Получать знания в Викиверситете можно с помощью специальных занятий и исследований. Также в Викиверситете можно делиться своими знаниями о чём-либо, создавая совместно с другими участниками образовательные материалы.
На настоящий момент созданы разделы на английском, арабском, немецком, французском, испанском, итальянском, португальском, чешском, японском, греческом, шведском и русском языках.

## Русский раздел
Русский раздел открылся 12 ноября 2009 года и находится в стадии становления. Переведены основные правила, часть страниц, служащих для коммуникации внутри авторского коллектива. Есть заготовки ряда учебных курсов.
Наиболее активны следующие вики-факультеты:
1. Факультет искусственного интеллекта
2. Факультет компьютерных технологий
3. Факультет биоинформатики
4. Факультет информатики
5. Кафедра немецкого языка

Итоги первого года русский раздел Викиверситета подвел на Викиновостях.

## История создания Викиверситета
Изначально Викиверситет разрабатывался в Викиучебнике. В 2005 году Раздел Викиверситета был выставлен на удаление. Однако 31 июля 2006 года Комитет особых проектов Викимедиа одобрил создание бета-версии Викиверситета, которая размещается в домене wikiversity.org. Стадия отладки проекта продолжалась в течение шести месяцев, в течение которых были развиты базовые принципы для дальнейшего потенциального использования сайта, включая совместное исследование (базовые из них выделены в шаблон справа). Участники, использующие новые языки, могли внести содержание в beta.wikiversity.org, и набравшие, по крайней мере, 10 активных участников могли просить отдельный раздел для их языка.

### Русскоязычный раздел
12 ноября 2009 года была открыт Русский Викиверситет. Были переведены правила, было принято базовое правило о структуре Викиверситета и выработаны общие принципы сообщества.

## Связь с Викиучебником
Викиучебник — это склад учебников, которые являются образовательными ресурсами, но которые в конечном счёте должны стать книгами. Викиверситет использует образовательное содержание из книг, но его цель состоит несколько в другом. В контексте образовательных материалов ставится цель создать мультимедийные ресурсы обучения, которые могут использоваться преподавателями. Эти материалы могут использоваться для совместной непосредственной работы как при обучении, так и при совместных творческих или исследовательских проектах непосредственно в Викиверситете.